# Devonia Williams
Devonia Eloysie „Lady Dee“ Williams (* 18. Juli 1924 im Los Angeles County; † 1. Juli 1967 in Los Angeles) war eine US-amerikanische  Rhythm-&-Blues-Musikerin (Piano, Gesang).

## Leben und Wirken
Williams arbeitete ab Mitte der 1940er-Jahre in der Musikszene von Los Angeles vor allem in der Band von Johnny Otis, der sie bis Anfang der 1950er-Jahre als von der Gospelmusik und dem Boogie Woogie geprägte Pianistin angehörte. Aufnahmen unter eigenem Namen entstanden ab 1948 für Savoy Records. Unter verschiedenen Namenszusätzen (aber auch Pseudonymen) nahm sie Titel wie Amony Boogie (als Darby Hicks), Dee's Boogie (als Dee Williams) und mit Johnny Otis I'm Not Falling in Love with You (als Devonia Lady Dee Williams) auf. 1949 kamen Dee Williams & The California Playboys mit ihrer R&B-Nummer „Bongo Blues“ auf #2 der Billboard-R&B-Juke-Box-Charts.
In den 1950er-Jahren spielte Williams weiterhin mit Big Mama Thornton (Hound Dog), Esther Phillips (Little Esther, mit dem Earl Warren Orchestra), Preston Love, Dorothy Ellis, Pete Lewis, Joseph August, Mel Walker & Melba Liston, Jimmy Witherspoon und mit Etta James & Maxwell Davis Orchestra. Der Diskograf Tom Lord listet ihre Beteiligung zwischen 1948 und 1956 an 54 Aufnahmesessions.